# Aikiniet
Het mineraal aikiniet of beloniet is een lood-koper-bismut-sulfide, een verbinding van lood, koper, bismut en zwavel, met molecuulformule is PbCuBiS3. Het mineraal is naar Arthur Aikin (1773-1854) genoemd, een geoloog uit Engeland. Een sulfide is een ion van zwavel in oxidatietoestand 2−, dus S2−. Aikiniet is opaak, de kleur is loodgrijs, grijszwart of roodbruin en het heeft een metallische glans en een grijszwarte streepkleur. Het heeft een monoklien kristalstelsel en de splijting van het mineraal is onduidelijk volgens het kristalvlak [010]. Het heeft een massadichtheid van 6,44 kg/l, de hardheid is 2 tot 2,5 en het is niet radioactief of magnetisch. Het wordt vooral in hydrothermale aders gevormd. De typelocatie is niet nader gedefinieerd, maar het mineraal wordt in de Verenigde Staten gevonden: in Colorado, Utah en Nevada.

## Websites
- webmineral.com. Aikinite Mineral Data